# Eriospermum cecilii
Eriospermum cecilii är en sparrisväxtart som beskrevs av John Gilbert Baker. Eriospermum cecilii ingår i släktet Eriospermum och familjen sparrisväxter. Inga underarter finns listade i Catalogue of Life.